# Belsch

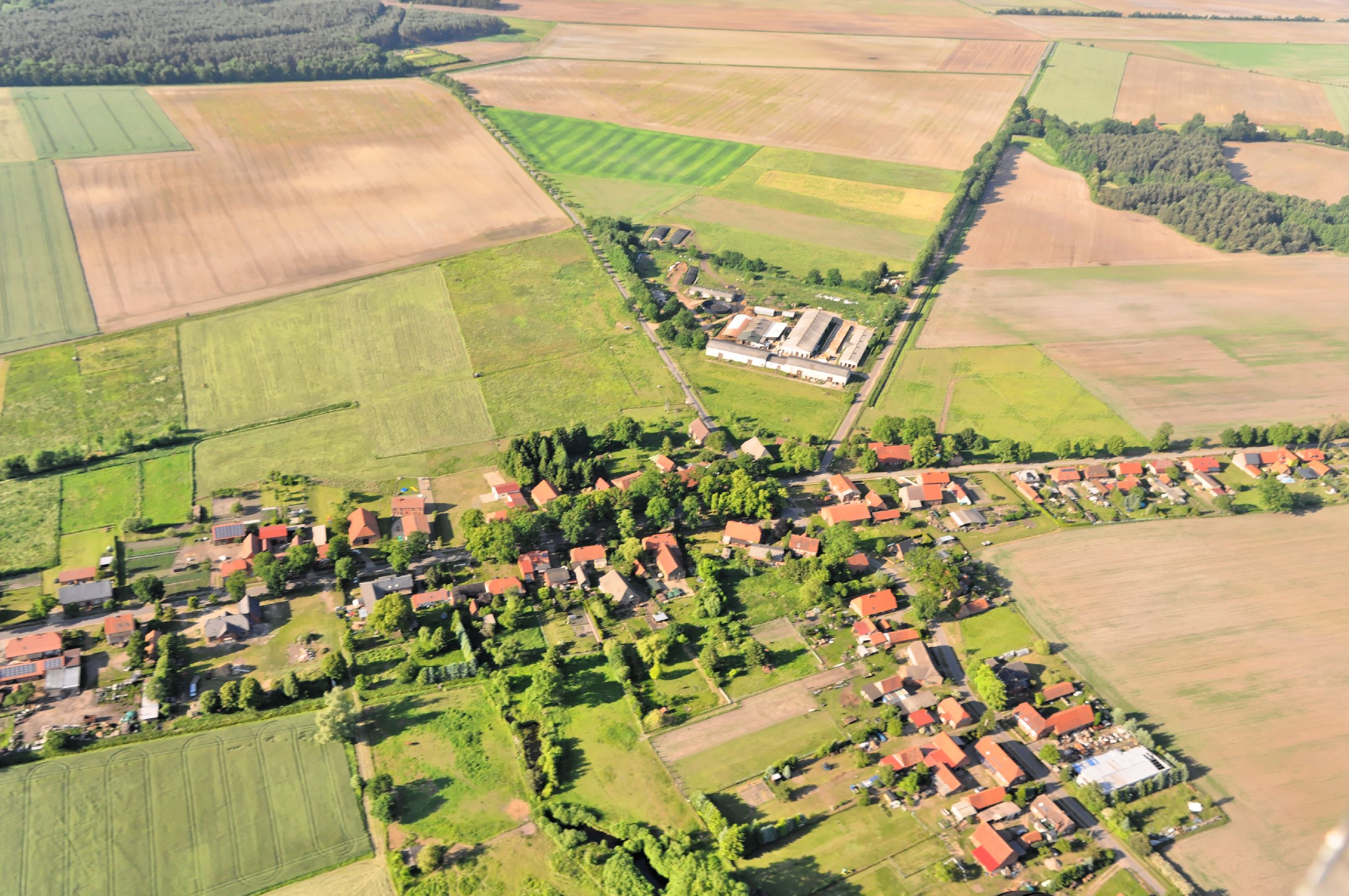
Der Dorfkern von Belsch aus der Luft (Juni 2013)

Belsch ist eine Gemeinde im Landkreis Ludwigslust-Parchim in Mecklenburg-Vorpommern (Deutschland). Sie wird vom Amt Hagenow-Land mit Sitz in der Stadt Hagenow verwaltet.
Zu Belsch gehört der Ortsteil Ramm.

## Geografie
Die in der Griesen Gegend befindliche Gemeinde liegt etwa zwölf Kilometer südlich von Hagenow und 19 Kilometer westlich von Ludwigslust. Die Sude und der Zarensbach schneiden das Gemeindegebiet im Norden.
Umgeben wird Belsch von den Nachbargemeinden Redefin im Norden, Groß Krams im Nordosten, Alt Krenzlin im Osten, Göhlen im Südosten, Vielank im Süden sowie Lübtheen im Westen.

## Geschichte
Auch wenn die Entstehung des Dorfes weit vorher erfolgte, stammt die erste bekannte urkundliche Erwähnung aus dem Jahr 1363. Zu dieser Zeit verkaufte Heinrich von der Hude den Ort an Herzog Albrecht II. 1756 ging Belsch aus ritterschaftlichem Besitz in Landesherrschaft über. Der Dreißigjährige Krieg und eine Pestwelle im Jahr 1638 brachten Zerstörung über den Ort und löschten jegliches Leben aus. Die Neuansiedlung nach diesen Ereignissen verlief schleppend.
Am 1. Juli 1950 wurde die bisher eigenständige Gemeinde Ramm eingegliedert.
Bis 1989 war die Gemeinde vor allem durch die Landwirtschaft geprägt.

## Politik

### Gemeindevertretung und Bürgermeister
Der Gemeinderat besteht (inkl. Bürgermeister) aus sieben Mitgliedern. Die Wahl zum Gemeinderat am 26. Mai 2019 hatte das Ergebnis, dass 100 % und somit alle Sitze auf die Wählergruppe Belsch entfielen.
Bürgermeister der Gemeinde ist Horst-Rüdiger Brandt.

### Wappen
| Wappen von Belsch | Blasonierung: „In Silber über goldenem nach oben gebogenen Schildfuß die wachsende rote Giebelfront eines niedersächsischen Bauernhauses mit schwarzem Fachwerk und schwarzen Giebelbrettern mit abgewendeten Pferdeköpfen.“ |
| Wappen von Belsch | Wappenbegründung: Seit dem Mittelalter waren Belsch und Ramm bei trockenen Stürmen starken Flugsandverwehungen ausgesetzt. Der Untergang des alten Dorfes Ramm ist auch in verschiedenen Sagen Bestandteil der Volksüberlieferung geworden. In dem Wappen wird die Bedrohung der Bauernhöfe durch Flugsandverwehungen mittels eines gebogenen Schildfußes vor einem bereits zum Teil verdeckten Bauernhaus symbolisiert. Das wurde von dem Schweriner Heraldiker Karl-Heinz Steinbruch gestaltet. Es wurde am 22. Juni 2009 durch das Ministerium des Innern genehmigt und unter der Nr. 326 der Wappenrolle des Landes Mecklenburg-Vorpommern registriert. |

### Flagge
Die Gemeinde verfügt über keine amtlich genehmigte Flagge.

### Dienstsiegel
Das Dienstsiegel zeigt das Gemeindewappen mit der Umschrift „GEMEINDE BELSCH • LANDKREIS LUDWIGSLUST-PARCHIM“.

## Sehenswürdigkeiten
- Hallenhaus

## Verkehrsanbindung
Zweieinhalb Kilometer nördlich des Ortes verläuft die Bundesstraße 5. Über den nächsten Bahnhof Pritzier in sechs Kilometern Entfernung besteht Anschluss an die Linie Schwerin – Hamburg sowie über den neuneinhalb Kilometer entfernten Bahnhof Hagenow Land an die Linie Hagenow – Ludwigslust – Parchim – Neustrelitz.